# Manfred Schlapp

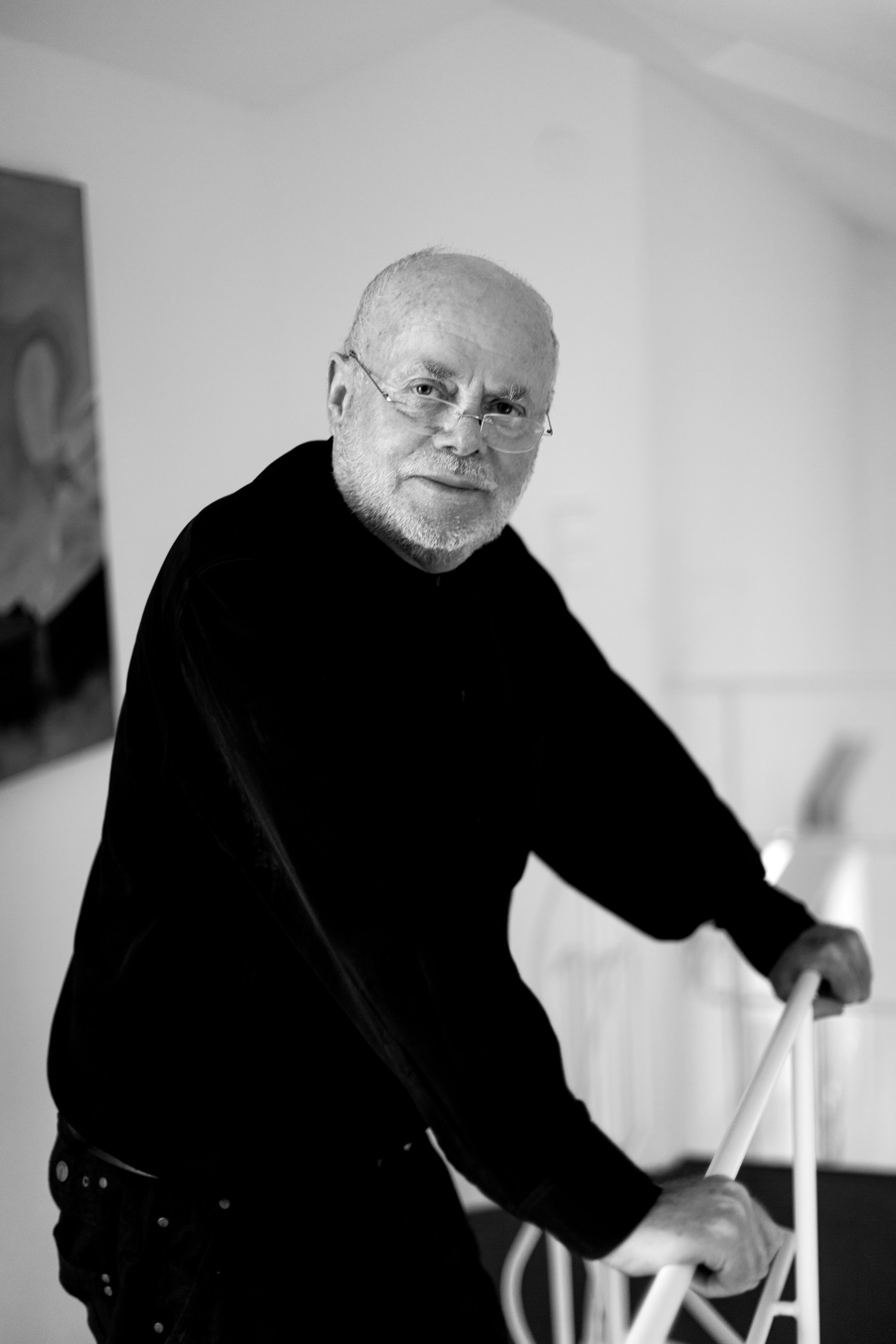
Manfred Schlapp, 2014 (Foto: Michael Kirchler)

Manfred Schlapp (geb. am 30. August 1943 in Innsbruck) ist ein österreichischer Philosoph, Publizist und Filmemacher.

## Leben
Für Manfred Schlapp ist die Nachkriegszeit prägend: Der Vater Josef Schlapp blieb in Russland verschollen und der Großvater Josef Schlapp ist bei Lemberg in Galizien umgekommen. Der andere Großvater Ludwig Steiner überlebte als politischer Häftling das KZ in Dachau nicht.
Manfred Schlapp maturierte im Humanistischen Gymnasium Angerzellgasse in Innsbruck und studierte Philosophie, Psychologie und Altphilologie an der Universität Innsbruck. Er kam nach dem Studiumsabschluss 1967 ans Collegium Marianum in Liechtenstein, wo er bis 2005 Philosophie und Latein unterrichtete. Von 1994 bis 2012 lehrte er Philosophie und Ethik an der Hochschule Liechtenstein und von 2000 bis 2003 Philosophie an der damaligen Universität für Humanwissenschaften in Triesen.
Seit seinem Studium ist Manfred Schlapp sowohl in den Printmedien als auch in Rundfunk und Fernsehen literarisch und publizistisch tätig. Mit 30 Jahren wurde er in den Internationalen PEN-Club aufgenommen, und im April 1978 gründete er mit 20 Autoren und Verlegern den P.E.N.-Club Liechtenstein, dessen Ehrenpräsident er seit 2012 ist.
In seiner aktiven Zeit organisierte er u. a. vier Symposien: „Versuchskaninchen Mensch – Die ethischen Grenzen der medizinischen und biologischen Forschung“ (ORF Studio Dornbirn 1987), Das verratenen Gewissen – Unser Tun und Lassen wider besseres Wissen (ORF Studio Dornbirn 1989), Wege aus dem Hass – DIE europäische Aufgabe (Theater am Kirchplatz in Schaan 1994) und Österreich von aussen – Millennium Austriacum (Theater am Kirchplatz in Schaan 1996).

Seit 1978 redigiert er das ZIFFERBLATT, die literarische Schriftenreihe des P.E.N.-Clubs Liechtensteins.
Für seine Publikationen und TV-Dokumentationen über seine Wahlheimat Liechtenstein ist Manfred Schlapp 1997 mit dem „Josef-Gabriel-von-Rheinberger-Kulturpreis“ ausgezeichnet worden. 2018 erhielt er von der IG Wort die Ehrengabe „Das Murmeltier“.
Seit frühester Jugend beschäftigt sich Manfred Schlapp mit der arabischen Sprache und Kultur. Im Laufe der Jahre hat er alle arabischen Länder bereist. In den Jahren 2006 und 2007 studierte er in Paris und ein Jahr später in Berlin Koran-Arabisch. Im Anschluss daran hielt er an der Karlsruher Hochschule für Gestaltung die sechs semestrige Vorlesungsreihe Eine peripatetische Ästhetik der muslimischen Welt. Diese Vorlesungsreihe bildete das Fundament, auf dem sein 2015 erschienenes Buch Islam heisst nicht Salam gründet.
Manfred Schlapp gründete 2010 im Fürstentum Liechtenstein die International Association of Project Managers. Im gleichen Jahr wurde ihm dort die Ehrenmitgliedschaft verliehen.

## Wichtigste Publikationen
- Es lockt der Ruf des Muezzins. Europa am Kreuzweg. Münster Verlag Basel, 2018, ISBN 978-3-905896-90-9
- Valentin Landmann und die Panzerknacker.Von einem, der auszog, das Nicht-Fürchten zu lernen. Offizin Verlag Zürich, 2017, ISBN 978-3-906276-55-7.
- Mea culpa, mea culpa. Wenn Zumutungen zur Last werden. Zeitgeschichtliche Reflexionen. Offizin Verlag Zürich, 2016, ISBN 978-3-906276-50-2.
- Islam heisst nicht Salam – Streifzüge durch die muslimische Welt. Ein Lesebuch. Offizin Verlag Zürich, 2015, ISBN 978-3-906276-11-3
- Notabene – Einfach zum Nachdenken. 3. Band, Bücher Verlag Hohenems 2013, ISBN 978-3-99018-174-4
- Notabene. Einfach zum Nachdenken. 2. Band, Privatdruck, Vaduz, 2012, ISBN 978-3-033-03350-4
- Notabene. 100 x einfach zum Nachdenken. Frank P. van Eck Verlagsanstalt, Vaduz, 2007, ISBN 978-3-905501-96-4
- Notabene. Gedanken und Reflexionen. Privatdruck Vaduz, 2007, ISBN 978-3-99018-174-4
- Geiger Peter/Schlapp Manfred: Russen in Liechtenstein. Schalun Verlag Vaduz/Chronos Verlag, Zürich 1996, ISBN 3-905311-73-9
- Irren ist unmenschlich. Arcus Medien, Berlin, 1987, ISBN 3-924720-06-1
- Beck Gerhard / Gassner H.P. / Schlapp Manfred (Hrsg.): Liechtensteiner Almanach. Verlag H. P. Gassner, Vaduz, 1987
- Das ist Liechtenstein. Busse-Seewald Verlag, Stuttgart, 1980, ISBN 3-512-00599-3
- Heute war gestern. In: ORF-Nachlese, Wien, 1979/1980
- Versuch und Irrtum. Braunmüller Verlag, Wien, 1979, ISBN 3-7003-0228-2
- Das Große Unbehagen. Delp Verlag, München, 1973, ISBN 3-7689-0108-4
- Steckbrief der Hinterwelt. Delp Verlag, München, 1971, ISBN 3-7689-0078-9
- Grenzen und Möglichkeiten der Sprachstatistik. Diplomarbeit Institut für Psychologie Universität Innsbruck, 1967
- Die Rolle des Meeres in der römischen Liebeselegie. Dissertation Universität Innsbruck, 1966

## Aufsätze (Auswahl)
- A.E.I.O.U. Eine kulturpolitische Interpretation. In: Fischer Thomas / Gehler Michael (Hrsg.): Tür an Tür. Vergleichende Aspekte zu Schweiz, Liechtenstein, Österreich und Deutschland. Böhlau Wien, Köln, Weimar, 2014, ISBN 978-3-205-79464-6, 321–318
- Der PEN-Club Liechtenstein. Bores Dorothee/Hanuschek Sven (Hrsg.): Handbuch PEN. De Gruyter Oldenbourg, 2014, ISBN 978-3-11-026067-0, Seite 585ff
- Eine peripatetische Ästhetik der muslimischen Welt. In: Brock Bazon und Sloterdijk Peter (Hrsg.): Der Profi-Bürger. Handreichungen für die Ausbildung von Diplom-Bürgern, Diplom-Patienten, Diplom-Konsumenten, Diplom-Rezipienten und Diplom-Gläubigen. Wilhelm Fink Verlag, Schriftreihe der HfG Karlsruhe Bd. 8, 2011, ISBN 978-3-7705-5160-6
- Suche nach Letztbegründungen. In: Tumult 37. Kein Halten mehr?, ISBN 978-3-88178-537-2
- Die Assassinen lassen grüssen. In: Leo Mazakarini (Hrsg.): Vernunft und Aufklärung versus Vernunfts- und Aufklärungskritik. Festschrift für Helmut Reinalter. Grossloge von Österreich, Wien, 2010, 158–165
- Nekrolog auf das abgeklärte Europa. In: Bauer Christian (Hrsg.): Musealisierung als Zivilisationsstrategie. Arbeitsheft zum Symposium „Musealisierung als Zivilisationsstrategie“. 24. November 2009, ISBN 978-3-89739-674-6, 107–109
- Was die Stammesgeschichte lehrt. In: Geberl Stephan / Weinmann Siegfried / Wiesner Daniel (Hrsg.): Impulse aus der Wirtschaftsinformatik. 5. Liechtensteinisches Wirtschaftsinformatik Symposion an der FH Liechtenstein. Physica Verlag Heidelberg, 2004, ISBN 3-7908-0195-X, 301–308
- Im Kopf fängt alles an. In: Britzelmaier Bernd / Geberl Stephan / Kaufmann Hans-Rüdiger / Marco Menichetti (Hrsg.) Regulierung oder Deregulierung der Finanzmärkte. 2. Liechtensteinisches Finanzdienstleistungs-Symposion an der FH Liechtenstein. Physica Verlag, Heidelberg, 2002, ISBN 3-7908-1502-0, 1–8
- Vom KLEINEN, das uns GROSS, und vom GROSSEN, das uns KLEIN macht. In: Britzelmeier Bernd / Geberl Stephan / Siegfried Weinmann (Hrsg.): Der Mensch im Netz – Ubiquitous Computing. 4.Liechtensteinisches Wirtschaftsinformatik Symposion an der FH Liechtenstein. Teubner Verlag, Stuttgart/Leipzig, 2002, ISBN 3-519-00375-9, 9–16
- Als Ausländer in Liechtenstein. In: Norbert Jansen (Hrsg.) Beiträge zur liechtensteinischen Identität. 50 Jahre Liechtensteinische Akademische Gesellschaft. Liechtensteinische Politische Schriften Band 34, Schaan, 2001, ISBN 3-7211-1051-X, 124–127
- Europa: ideal und real. 2001
- Virtuelle Geldnoten und reelle Geldnöte. In: Britzelmaier Bernd / Geberl Stephan (Hrsg.) Wandel im Finanzdienstleistungssektor. 1. Liechtensteinisches Finanzdienstleistungs-Symposion an der FH Liechtenstein, Physica Verlag Heidelberg, 2000, ISBN 3-7908-1342-7, 167–172
- Sisyphos und Tantalos – Lob der menschlichen Mühsal. In: Britzelmeier Bernd/Geberl Stefan/Siegfried Weinmann (Hrsg.) Informationsmanagement – Herausforderungen und Perspektiven. 3. Liechtensteinisches Wirtschaftsinformatik Symposion an der FH Liechtenstein, Teubner Stuttgart / Leipzig, 2001, ISBN 3-519-00326-0, 9–14
- Am Anfang war das Bit.In: Britzelmeier Bernd/Geberl Stefan (Hrsg.) Information als Erfolgsfaktor. 2. Liechtensteinisches Wirtschaftsinformatik Symposion an der FH Liechtenstein, Teubner, Stuttgart / Leipzig, 2000, ISBN 3-519-00317-1, 11–16
- Reelle und virtuelle Stiere. In: Britzelmeier Bernd / Geberl Stefan (Hrsg.) Wirtschaftsinformatik als Mittler zwischen Technik, Ökonomie und Gesellschaft. 1. Liechtensteinisches Wirtschaftsinformatik Symposion an der FH Liechtenstein, Teubner, Stuttgart / Leipzig, 1999, ISBN 3-519-00285-X, 95–100
- Stationen einer Freundschaft. In: Erich Schmid (Hrsg.): Abschied von Peter Surava. Eine Dokumentation. Wolfbach Verlag, Zürich, 1995, ISBN 3-9520831-4-3, 27–37
- Das verratene Gewissen. 1989
- Aspekte des Todes.In: Kaltenbrunner Gerd-Klaus (Hrsg.): Das Ende denken. Herderbücherei Initiative 75, München, 1988, ISBN 3-451-09575-0, 33–41
- Zwischen Aufklärung und Geheimniskrämerei. In: Kaltenbrunner Gerd-Klaus (Hrsg.): Geheimgesellschaften. Der Mythos der Verschwörung. Herderbücherei Initiative 69, München, 1987, ISBN 3-451-09569-6
- Versuchskaninchen Mensch. 1985
- Wider der Herrschaft von Begriffsdämonen. In: Kaltenbrunner Gerd-Klaus (Hrsg.): Weltkrieg der Propagandisten. Verdummung durch Wort, Bild und Werbung. Herderbücherei Initiative 60, München, 195, ISBN 3-451-09560-2,138–145
- Das Geschäft mit der Angst vor der Hässlichkeit. In: Kaltenbrunner Gerd-Klaus (Hrsg.): Was aber schön ist. Rechtfertigung des Ästhetischen. Herderbücherei Initiative 55, München, 1983, ISBN 3-451-09555-6, 80–88
- Als wärs ein Stück von Oblomov oder Glück muss man haben. In: Kaltenbrunner Gerd-Klaus (Hrsg.): Schluss der Debatte. Herderbücherei Initiative 54, München, 1983, ISBN 3-451-09554-8, 180–183
- Auch Museen schnorren. In: Kaltenbrunner Gerd-Klaus (Hrsg.): Schmarotzer breiten sich aus. Herderbücherei Initiative 43, München, 1981, ISBN 3-451-09543-2, 174–181
- Ewige Wiederkehr des Gleichen oder bewusste Evolution? In: Kaltenbrunner Gerd-Klaus (Hrsg.): Unser Epigonen-Schicksal. Herderbücherei Initiative 35, München, 1980, ISBN 3-451-09535-1, 163–171
- Ohne drohende Gebärde. In: Kaltenbrunner Gerd-Klaus (Hrsg.): Lob des Kleinstaates. Herderbücherei Initiative 32, München, 1979, ISBN 3-451-09532-7, 107–124

## Publizistische Tätigkeit
- 2003–2013 „Notabene“ kulturphilosophische Kolumnen im Liechtensteiner Vaterland
- 1976–2015 „ZIFFERBLATT“ Redaktion der Schriften-Reihe des P.E.N.-Club Liechtenstein
- 1973–1979 Leitartikel und Redaktion der „Horizont“, Kulturbeilage der Tiroler Tageszeitung

## Radioreihen für den Bildungs- und Wissenschaftsfunk im ORF Ö1
- Die Antizipation neuzeitlicher Weltbilder durch die frühgriechische Philosophie. 1979/1980
- Der Mensch und sein Verhalten. 1978, 1979
- Kritik der reinen und praktischen Unvernunft. 1977, 1978
- Grundzüge abendländischen Denkens. 1974, 1975, 1976

## Hörspiele und Theaterstücke
- Die heilige Wandlung. 1976
- Der Baum. 1971
- Das elfte Gebot. 1973
- Der Alte und die Welt. 1977
- Es waren einmal zwei Menschen. 1975
- Was Ovid noch nicht wissen konnte. 2005

## TV-Dokumentationen (Buch und Regie)
- Spice Bees in Space. Vaduz 2003
- Lucas Foser – Er sieht und hört mit der Seele. Vaduz 2003
- Der Ski- und Fotopionier Stefan Kruckenhauser – Für das Auge geschaffen. Innsbruck/Stift Stams 2002 (gemeinsam mit Andrea Kühbacher)
- Zu Gast in Liechtenstein – Robert Menasse. Landesschreiber im Fürstentum. Vaduz 2002
- Die Tränen Litauens – Bilder aus dem Memelland. Vaduz 2001
- Josef Gabriel von Rheinberger: „Reich an schönen Gedanken…“ Vaduz 2001
- Ca 1500: Spiele mit der Welt. Der Film zur Tiroler Landesausstellung, Brixen 2000 (gemeinsam mit Andrea Kühbacher)
- Stift Wilten und dessen Chorherren. Innsbruck 2000 (gemeinsam mit Andrea Kühbacher)
- Der Löwe und die Rose – Leonhard der letzte Görzer. Der Film zur Tiroler Landesausstellung. Lienz 2000 (gemeinsam mit Andrea Kühbacher)
- Heinrich Harrer – Alle Träume beginnen in der Jugend. Vaduz 1998
- Eduard von Falz-Fein – Im Herzen bin ich ein Russe. Vaduz 1997
- Zum Schutz des Landes – Das Grazer Zeughaus. Ausstellungsfilm Graz 1997
- Kaiser Maximilian I. Ausstellungsfilm für das Maximilianeum. Innsbruck 1996 (gemeinsam mit Andrea Kühbacher)
- Spurensuche in Liechtenstein – Berühmte Österreicher im Fürstentum. ORF Vaduz 1996
- Fluchtburg Liechtenstein – Das Fürstentum als Rettungsboot für die Erste Russische Nationalarmee am Ende des Zweiten Weltkriegs. ORF 1995
- Meinhard II. – Tirol: Eines Fürsten Traum. Der Film zur Tiroler Landesausstellung. Stift Stams 1995 (gemeinsam mit Andrea Kühbacher)
- Leben im Verborgenen – Weltliteratur in Liechtenstein. ORF 1994
- Wenn Scheiben erzählen – Die Schützenscheiben von Feldkirch. ORF Ö-Bild 1993
- Oskar Werner in Liechtenstein – Ich bin empfindsamer als andere. ORF 1992
- Jiri Mucha – Ein Europäer auf dem Hradschin. ORF 1991
- Robert du Parc – Das Geheimnis von Schloß Rubein. ORF Ö-Bild 1991
- Salcia Landmann – Erinnerungen an Galizien. ORF 1991
- Dalai Lama – Die Philosophie des Lachens und die Logik der Liebe. ORF 1991
- Verblühende Wasser – Die Südtiroler Waale. ORF Ö-Bild 1990
- Monforts Erbe – Die Schattenburg ob Feldkirch. ORF Ö-Bild 1990
- Es war auf Schloß Vaduz – Fürstin Gina und Fürst Franz Josef II. ORF Ö-Bild 1990
- Am Ende war ein Anfang – Jugendstil im Schatten des Doppeladlers. ORF-Zweiteiler 1989
- Wo Vater Rhein noch jung an Jahren. ORF Ö-Bild 1990
- Alter Wein am jungen Rhein. ORF Ö-Bild 1990
- Auch Musen brauchen Pässe. ORF Ö-Bild 1989
- Tibet liegt in Vorarlberg. ORF Ö-Bild 1989
- Norman Douglas – Sollte da vorne eine Insel sein?. ORF Ö-Bild 1988
- Alter Wein am jungen Rhein. ORF Ö-Bild 1988
- Als die Scheiterhaufen brannten – Hexenwahn im Alpenraum. ORF Ö-Bild 1988
- Oben am jungen Rhein. ORF Ö-Bild 1987
- Fürst Franz Josef II. feiert seinen 80. Geburtstag. ORF Ö-Bild 1986
- Ein Fürstentum stellt sich vor. 1985
- Nachlese zu einem historischen Jahr. 1985
- David ohne Schleuder – Das Fürstentum Liechtenstein. ORF 1984

## Koch-Kunst-Lese-Bücher
gemeinsam mit Andrea Kühbacher
- Worüber unser Gaumen lacht. Grüsse aus dem Unterleib. Vaduz, 2000
- Venus im Schlafrock und Mars im Hemd. Vaduz, 2001
- Ricco e povero. Vaduz, 2002
- Aus des Teufels Küche. Vaduz, 2003
- Zu Gericht über Gerichte. Vaduz, 2005
- Welterschmeckung. Vaduz, 2004
- Worüber unser Gaumen lacht. Kulinarische Grüsse von Freunden der schönsten Künste. Eine Auswahl der Beiträge von 2000–2004. Frank P. van Eck Verlagsanstalt, Triesen, 2004, ISBN 3-905501-75-9
- Zungenfroh. Vaduz, 2006
- Der Gastrosophische Imperativ! Vaduz, 2008

## Auszeichnung
Josef-Gabriel-von-Rheinberger-Kulturpreis 1997
Ehrengabe „Murmeltier“ des Autorenverbandes IG Wort 2018